# Sukhoi Su-80
Il Sukhoi Su-80 (in caratteri cirillici Сухой Су-80), indicato anche come Sukhoi S-80, è un aereo di linea regionale bimotore turboelica commercializzato dall'azienda aeronautica russa Sukhoi.
Originariamente progettato dall'OKB 51 e sviluppato negli anni novanta dopo la dissoluzione della Unione Sovietica venne avviato alla produzione, nella controllata Komsomolsk-on-Amur Aircraft Production Association (KnAAPO), solo all'inizio degli anni duemila.
Il modello viene commercializzato in numerose varianti destinate sia al mercato dell'aviazione commerciale che a quello militare.

## Storia del progetto
Nei primi anni novanta lo staff tecnico dell'ufficio di progettazione (OKB) 51, detto anche OKB Sukhoi dall'ingegnere aeronautico Pavel Osipovič Suchoj che lo diresse dalla sua fondazione, decise di avviare lo sviluppo di un nuovo modello destinato, come era consueto nell'allora Unione Sovietica, a ricoprire ruoli sia come aereo civile che come aereo militare. Il programma di sviluppo del velivolo, indicato come Su-80 (С-80), avrebbe dovuto iniziare verso la fine del decennio, ma a causa della mancanza di fondi venne rinviato per alcuni anni.
Con la dissoluzione dell'Unione Sovietica e la ripresa del settore aeronautico della Russia il programma venne ripreso dalla nuova realtà aziendale, la Sukhoi Company (JSC), nello sviluppo della variante "combi" Su-80GP destinata al trasporto misto passeggeri e merci.
Venne dunque avviata la costruzione del prototipo del Su-80GP, il quale secondo i programmi avrebbe dovuto effettuare il suo primo volo nei primi mesi del 1998, ma ancora una volta il programma venne sospeso. Il velivolo venne presentato ed esposto al pubblico durante l'edizione 2001 del salone aeronautico MAKS.
Il 4 settembre del 2001 il primo prototipo, numero di matricola 82911, ha effettuato il primo volo
La produzione in serie venne avviata all'inizio del 2006, presso gli stabilimenti della Komsomolsk-on-Amur Aircraft Production Association (KnAAPO), una controllata Sukhoi con sede a Komsomol'sk-na-Amure.
L'aereo è destinato a sostituire l'An-24, l'An-28 e il Yak-40 e a competere con l'Antonov An-38. L'impostazione del modello risulta molto simile al North American Rockwell OV-10 Bronco. Ha tre superfici in grado di generare portanza, le ali primarie, due alette sul retro della fusoliera che uniscono le due travi di coda alla stessa e lo stabilizzatore orizzontale che unisce i due elementi verticali all'apice posteriore delle due travi di coda. I due motori turboelica General Electric CT7-9B sono posizionati in altrettante gondole nella parte anteriore delle travi di coda.
Il modello può trasportare 30 passeggeri, mentre la rampa di carico nella parte posteriore della fusoliera permette un facile carico e scarico delle merci.

## Versioni
- S-80PC (Su-80GP) – Trasporto passeggeri e merci
- S-80TC – Trasporto truppe
- S-80A – Aeroambulanza
- S-80F – Velivolo pensato per il controllo delle ZEE
- S-80PT – Versione studiata per la Guardia di frontiera russa, può essere armata con mitragliatrici, missili, bombe, e dispositivi per la sorveglianza.
- S-80GE – Versione pensata per lo studio geologico
- Su-80GP-100 – Versione da trasporto

## Utilizzatori

### Civili
Le compagnie aeree Blagoveshchensk Airlines, Čukotavia, Dalavia, Petropavlovsk-Kamchatski Aviation Enterprise e la Polar Airlines hanno firmato accordi preliminari per l'acquisizione del velivolo.

### Militari
La Guardia di frontiera del Kazakistan ha provvisoriamente sottoscritto un ordine di 10 Su-80. Hanno mostrato interesse per il velivolo anche l'esercito popolare di liberazione cinese, l'aeronautica militare giordana, l'aeronautica militare della Malesia e l'aeronautica militare della Corea del Sud.

## Galleria d'immagini

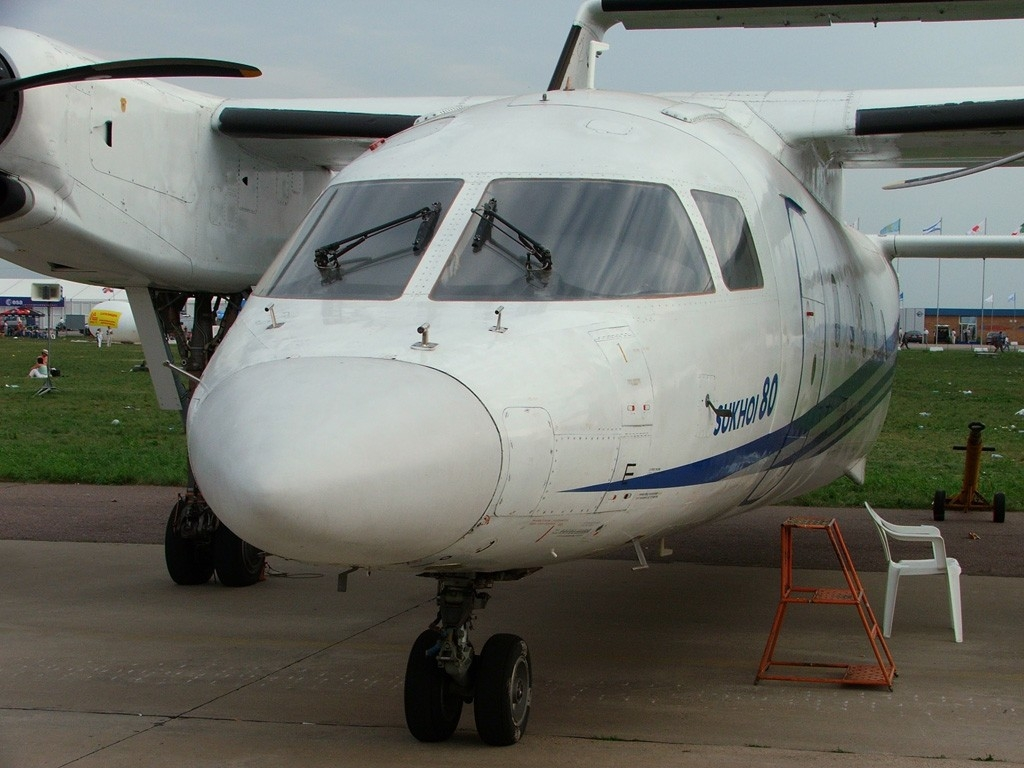
Particolare della parte anteriore di un Su-80
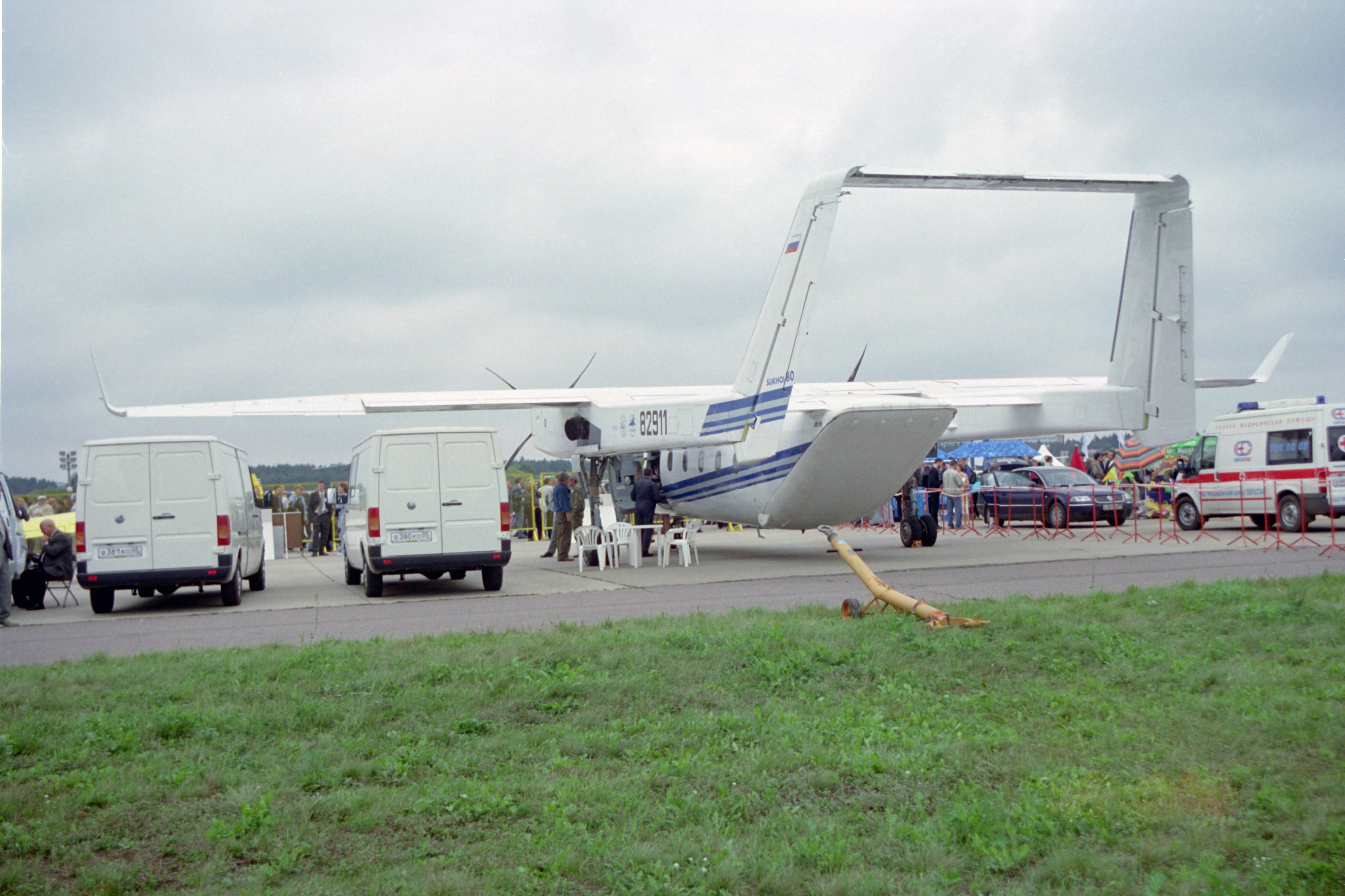
Particolare della parte posteriore di un Su-80
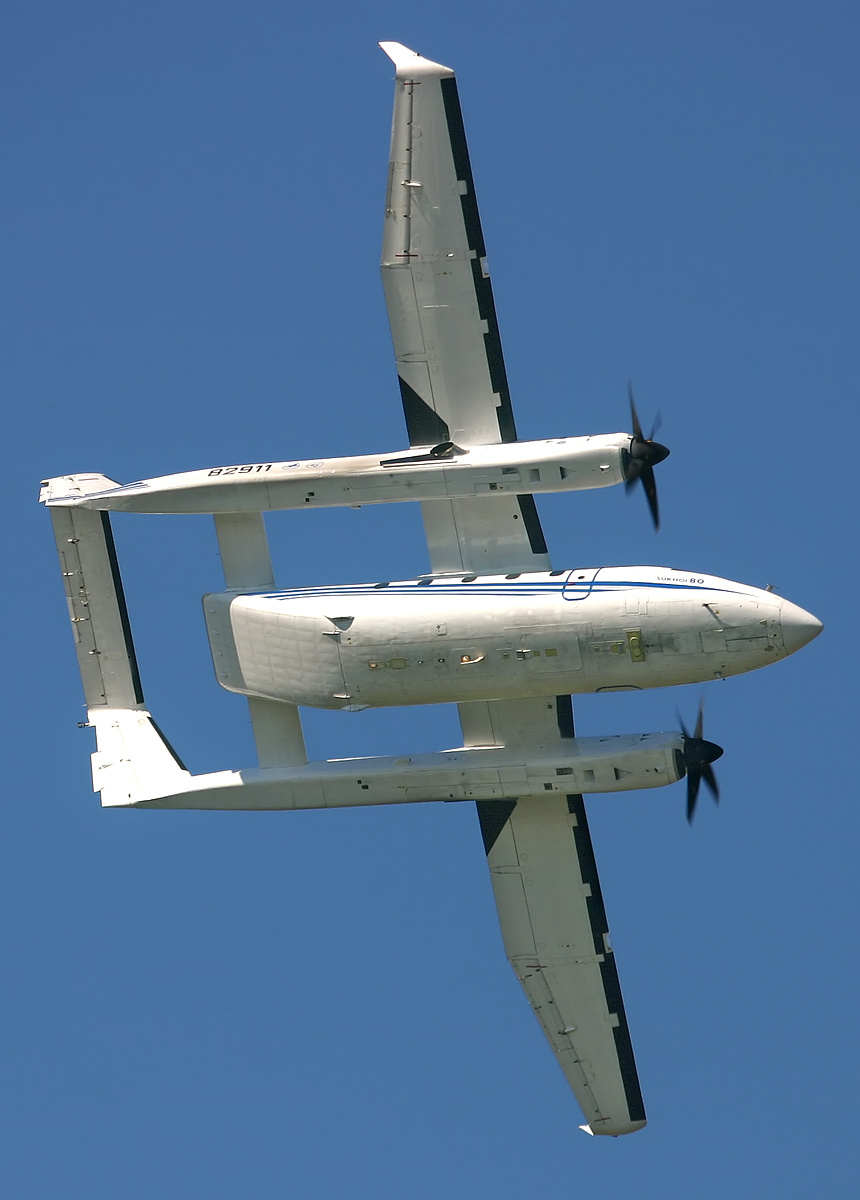
Sukhoi Su-80 in volo